# Barbey-Seroux
Barbey-Seroux ist eine französische Gemeinde mit 144 Einwohnern (1. Januar 2022) im Département Vosges in der Region Grand Est (vor 2016 Lothringen). Sie gehört zum Arrondissement Saint-Dié-des-Vosges und zum Gemeindeverband Saint-Dié-des-Vosges.

## Geografie
Die Gemeinde Barbey-Seroux liegt etwa zehn Kilometer nördlich der Stadt Gérardmer in den Vogesen. Das Gemeindegebiet erstreckt sich östlich der Vologne im Einzugsgebiet von deren rechten Nebenfluss Corbeline. Die südwestliche Gemeindegrenze folgt auf über acht Kilometern Länge der Abbruchkante zum 200 Meter tief eingeschnittenen Vologne-Tal.
Barbey-Seroux ist kein gewachsenes Dorf, es gibt keinen markanten Siedlungskern. Die aus den früheren Orten Barbey und Seroux bestehende Gemeinde setzt sich aus folgenden verstreut liegenden Weilern und Höfen zusammen:
| - Au-delà de l’Eau - Béninfaing - Chababois - Herqueville - Hompont - La Grande Roche | - Le Haut Bois - Les Hennottes - L’Étang d’Oron - Les Tronces - Le Vieux Pré - Maillegoutte |

Fast das gesamte 7,32 km² umfassende Gemeindeareal ist bewaldet (Forêt Domaniale de Vologne, Bois des Pschés); landwirtschaftlich nutzbare Flächen finden sich nur im Norden der Gemeinde oder auf kleineren Rodungsinseln. Im Süden der Gemeinde liegen die höchsten Erhebungen:
| - Haut de Giropaire 733 m - Haut de l’Aile 733 m |

Der mit 870 m höchste Punkt im Gemeindegebiet ist eine namenlose Erhebung im äußersten Südzipfel. Die im Gemeindegebiet von Barbey-Seroux entspringenden Bergbäche fließen über die Corbeline der Vologne zu, die nach Westen zur Mosel entwässert.
Barbey-Seroux ist Teil des Regionalen Naturparks Ballons des Vosges.
Nachbargemeinden von Barbey-Seroux sind Vienville im Norden, Arrentès-de-Corcieux im Nordosten und Osten, Gerbépal im Osten, Gérardmer im Süden sowie Granges-Aumontzey im Südwesten und Westen.

## Geschichte

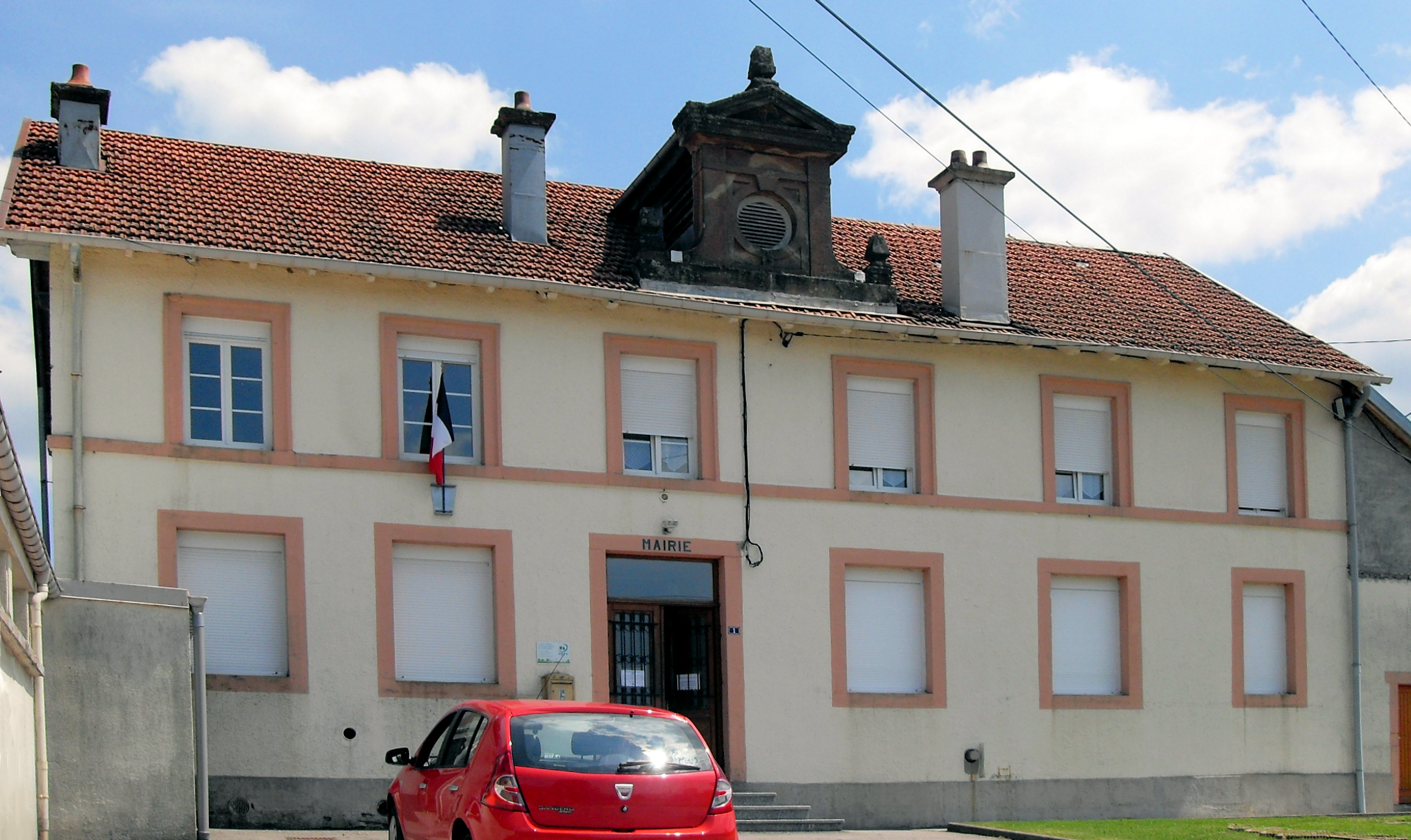
Rathaus (Mairie)

Der Ortsname Seroux erschien erstmals 1457 in einer Urkunde. Das ehemalige Herrenhaus war im Besitz der Herzöge von Lothringen und dem Rittergeschlecht von Barbas. Aus dem Namen dieser Ritter entstand vermutlich der Ortsname Barbey. Ab dem Jahr 1710 kam das Gebiet der heutigen Gemeinde Barbey-Seroux in den Einflussbereich der Vogtei Bruyères, ab 1751 gehörte es zum Herrschaftsbereich von Saint-Dié. 1793, während der Zeit der Französischen Revolution, wurde die Gemeinde Barbey-Seroux gebildet, die dem Bezirk Bruyeres und dem heute nicht mehr existierenden Kanton Granges zugeordnet wurde. Kirchlich war Barbey-Seroux ein Anhang der Pfarrei von Granges-sur-Vologne im Dekanat Épinal vom Bistum Toul.
Bis zur Mitte des 20. Jahrhunderts wurden auf kleinen Rodungsinseln hauptsächlich Roggen, Hafer, Kartoffeln und Flachs angebaut, aber auch Hanf, Heu und Öl produziert. Eine Getreidemühle und ein Gemeinschaftsbackofen befanden sich im Weiler Béninfaing. In den Granitsteinbrüchen nahe dem Ortsteil Les Tronces arbeiteten bis zum Ende des 19. Jahrhunderts viele Belgier, die hauptsächlich Pflastersteine herstellten.

### Bevölkerungsentwicklung
| Jahr      | 1962 | 1968 | 1975 | 1982 | 1990 | 1999 | 2010 | 2021 |
| Einwohner | 138  | 121  | 109  | 111  | 115  | 116  | 141  | 144  |

Im Jahr 1841 wurde mit 628 Bewohnern die bisher höchste Einwohnerzahl ermittelt. Die Zahlen basieren auf den Daten von cassini.ehess und INSEE.

## Sehenswürdigkeiten

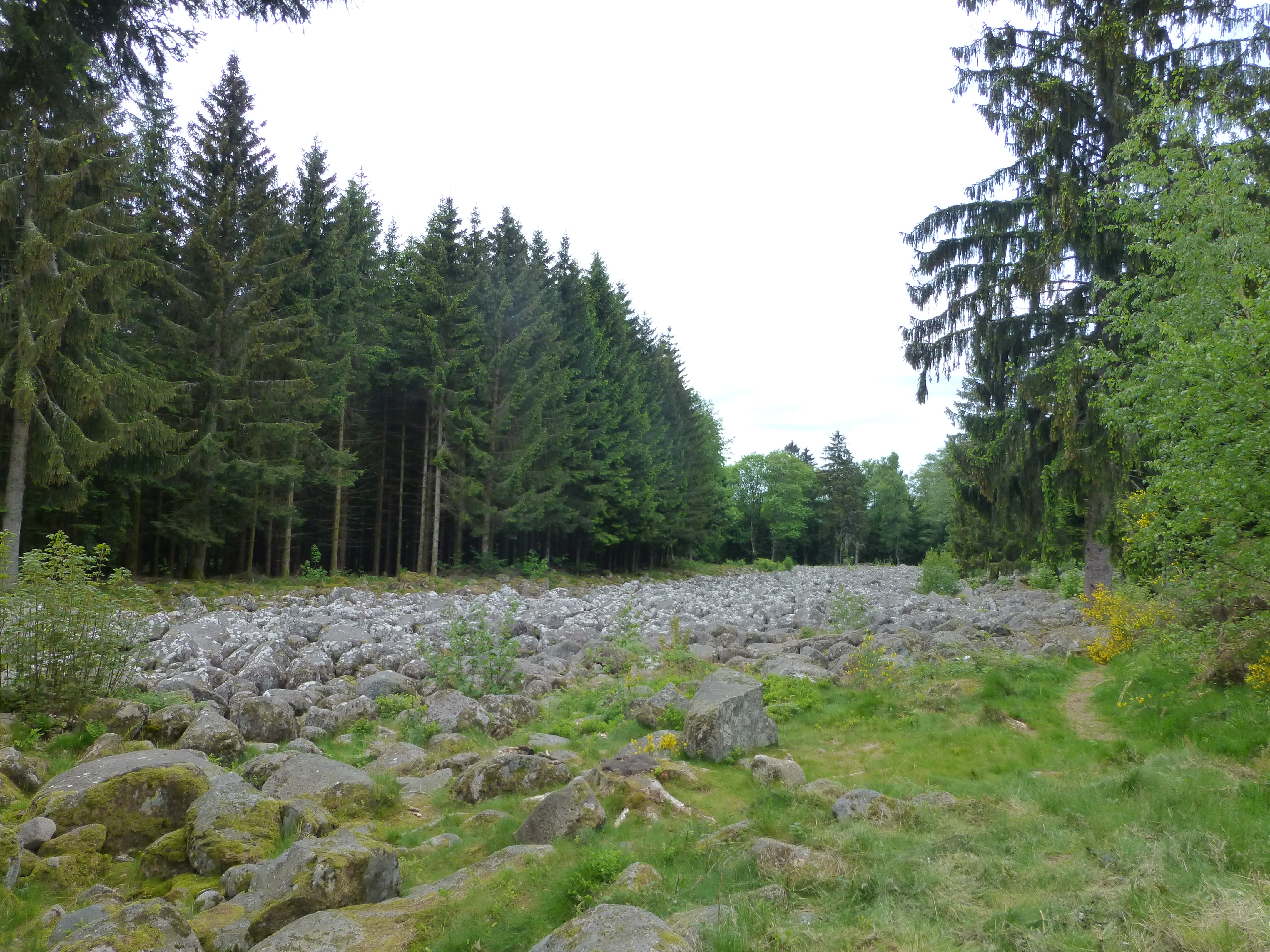
Steinfeld (Champ de Roches)

In Barbey-Seroux gibt es keine Kirchen oder Kapellen, lediglich ein Wegkreuz nahe der Mairie. Einen touristischen Anziehungspunkt für Wanderer stellt das Steinfeld (Champ de Roches) auf einer Waldlichtung im Osten der Gemeinde dar. Die Herkunft und Anordnung der Steine auf einer Fläche von 400 × 40 m ist noch nicht endgültig geklärt, weil für die Gletscher-Theorie die Schliffspuren fehlen.

## Wirtschaft und Infrastruktur

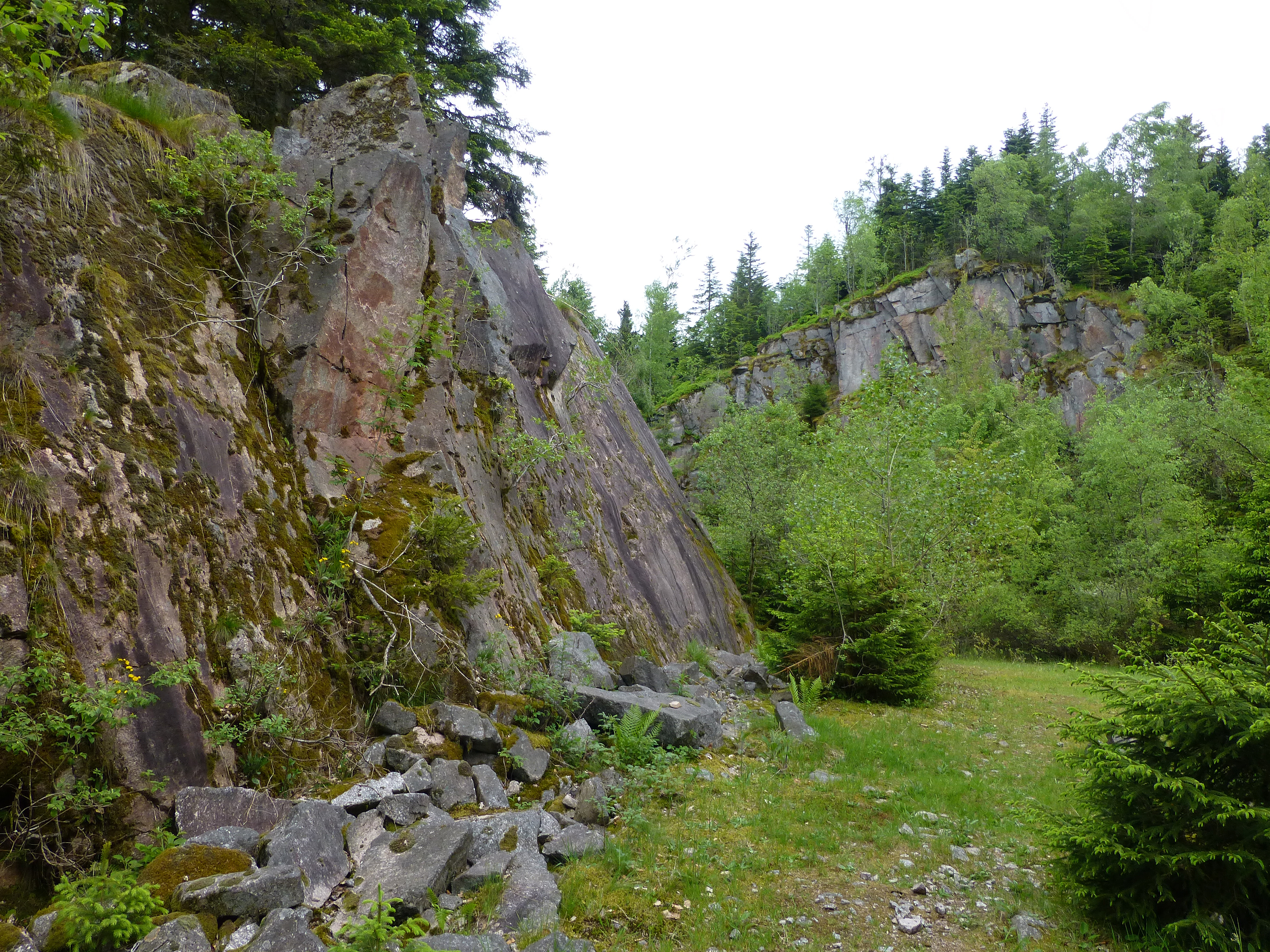
Ehemaliger Granitsteinbruch im Ortsteil Les Tronces

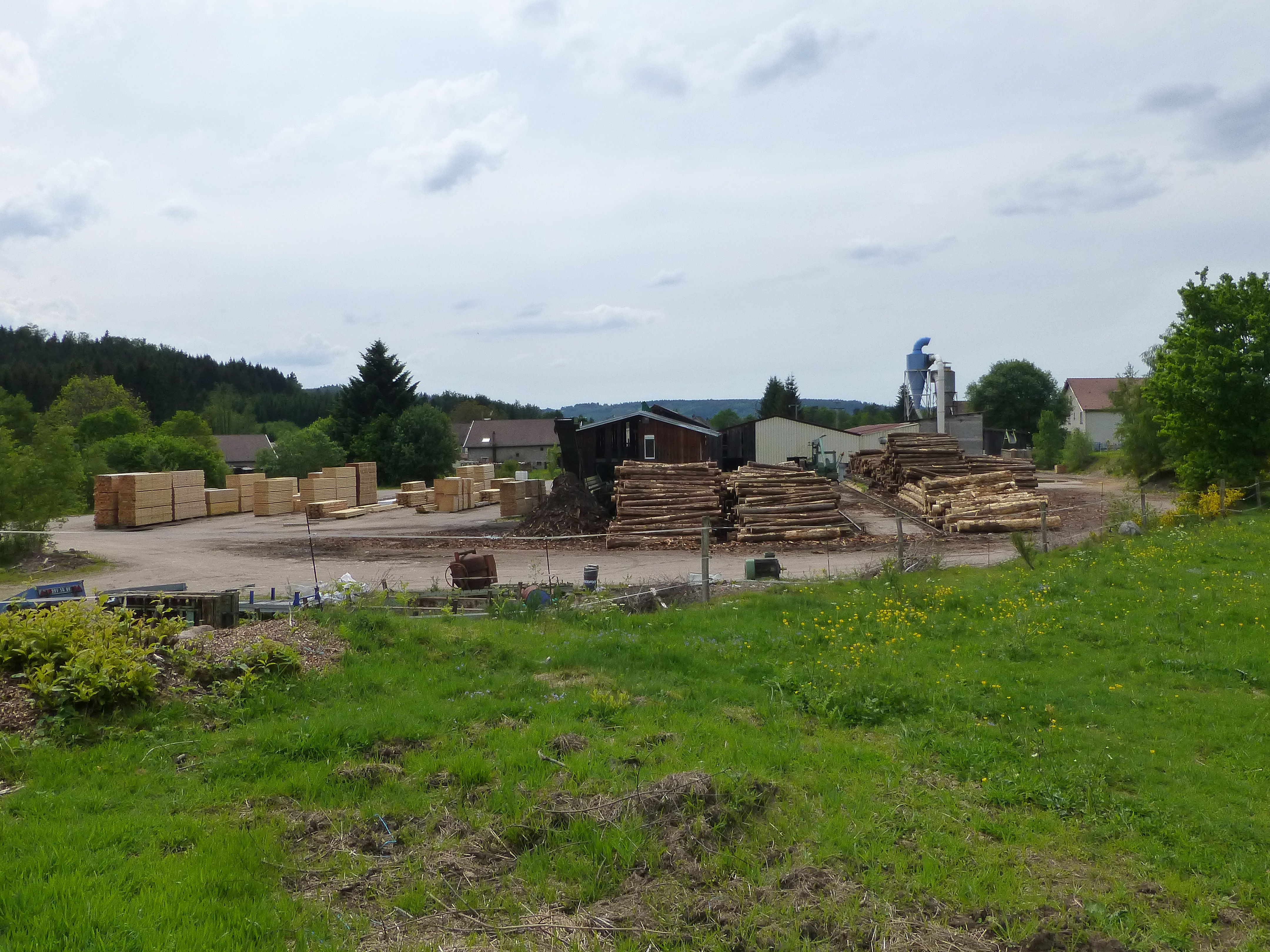
Sägewerk

In der Gemeinde sind traditionell Forstwirtschaft und Holzverarbeitung vertreten (Sägewerk). Die Granitsteinbrüche im Süden der Gemeinde sind heute nicht mehr in Betrieb. Die sehr kleinen Acker- und Weideflächen dienen der Selbstversorgung. Daneben spielt auch der Tourismus (Ferienhäuser) eine zunehmende Rolle.
Die Gemeinde Barbey-Seroux liegt abseits der überregional bedeutsamen Verkehrswege. Durch die Gemeinde führt die ganzjährig benutzbare Straße von Corcieux nach Granges-sur-Vologne (D 31). Eine weitere Straßenverbindung führt nach Arrentès-de-Corcieux. Im zehn Kilometer entfernten La Houssière besteht Bahnanschluss (Bahnlinie Arches-Saint-Dié).